# Cleptomorpha sumatrana
Cleptomorpha sumatrana är en mångfotingart som beskrevs av Sergei I. Golovatch 1996. Cleptomorpha sumatrana ingår i släktet Cleptomorpha och familjen orangeridubbelfotingar. Inga underarter finns listade i Catalogue of Life.